# Pathardi
Pathardi es una ciudad y  municipio situada en el distrito de Ahmednagar en el estado de Maharashtra (India). Su población es de 27211 habitantes (2011). 

## Demografía
Según el censo de 2011 la población de Pathardi era de 27211 habitantes, de los cuales 14224 eran hombres y 12987 eran mujeres. Pathardi tiene una tasa media de alfabetización del 85,36%, superior a la media estatal del 82,34%: la alfabetización masculina es del 91,77%, y la alfabetización femenina del 78,38%.